# Amt Derne
| Amt in Preußen     | Amt in Preußen                           |
| ------------------ | ---------------------------------------- |
| Name               | Kirchderne (1905–1907) Derne (1907–1928) |
| Bestandszeitraum   | 1905–1928                                |
| Provinz            | Westfalen                                |
| Regierungsbezirk   | Arnsberg                                 |
| Landkreis          | Dortmund                                 |
| Fläche             | 25,67 km² (1910)                         |
| Einwohner          | 17.286 (1910)                            |
| Bevölkerungsdichte | 673 Einw./km² (1910)                     |
| Gemeinden          | 7 (1905) 2 (1928)                        |

Das Amt Derne (bis 1907 Amt Kirchderne) war von 1905 bis 1928 ein Amt im Landkreis Dortmund in der preußischen Provinz Westfalen. Das Gebiet des ehemaligen Amtes gehört heute zu den Städten Dortmund und Lünen.

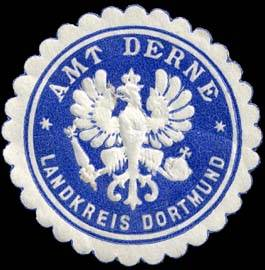
Siegelmarke Amt Derne

## Geschichte
Am 1. April 1905 wurde das Amt Lünen in die beiden neuen Ämter Kirchderne und Eving aufgespalten. Am 1. Oktober 1907 wurde das Amt Kirchderne in Amt Derne umbenannt.
Das Amt umfasste zunächst sieben Gemeinden:
- Altenderne-Niederbecker
- Altenderne-Oberbecker
- Beckinghausen
- Gahmen
- Horstmar
- Hostedde
- Kirchderne

Am 22. November 1922 wurden Altenderne-Niederbecker und Hostedde nach Altenderne-Oberbecker eingemeindet.
Am 1. Oktober 1923 schieden Beckinghausen, Gahmen und Horstmar aus dem Amt Derne aus und wurden nach Lünen eingemeindet.
Am 27. Oktober 1923 wurde die vergrößerte Gemeinde Altenderne-Oberbecker in Derne umbenannt. Das Amt bestand seitdem noch aus den beiden Gemeinden Derne und Kirchderne.
Am 1. April 1928 wurden der Landkreis Dortmund und das Amt Derne durch das Gesetz über die weitere Neuregelung der kommunalen Grenzen im westfälischen Industriebezirk aufgelöst. Derne und Kirchderne wurden nach Dortmund eingemeindet.

## Einwohnerentwicklung
| Jahr | Einwohner | Quelle |
| ---- | --------- | ------ |
| 1905 | 14.073    | [ 6 ]  |
| 1910 | 17.286    | [ 7 ]  |